# Sofiane Feghouli
Sofiane Feghouli (Levallois-Perret, 26 dicembre 1989) è un calciatore francese naturalizzato algerino, centrocampista o attaccante dell'Amanat Baghdad e della nazionale algerina.

## Caratteristiche tecniche
Gioca prevalentemente come ala destra, ma può essere impiegato anche come trequartista. È un centrocampista dalle ottime doti tecniche, fa del tiro e del dribbling nello stretto, i suoi punti di forza principali; è stato soprannominato, quando giocava in Francia, "le petit professeur du dribble" (il piccolo maestro del dribbling) o anche Feghoutrick (da buba).

## Carriera

### Club

#### Grenoble
Feghouli ha iniziato la carriera nelle giovanili del Grenoble, dopo aver rifiutato un'offerta del Paris Saint-Germain arrivata dopo un provino. Al termine del campionato di Ligue 2 2006-2007, è entrato a far parte della prima squadra con cui ha debuttato a diciassette anni, il 27 aprile 2007, in una sfida contro lo Stade Reims, entrando a partita in corso: il Grenoble si è imposto 1-0. Ha giocato altre 2 partite nello stesso campionato, incluso il debutto dal primo minuto all'ultima giornata, contro il Montpellier, perdendo la partita per 1-0 e giocando fino al 56', prima di essere sostituito. Successivamente, ha firmato il suo primo contratto da professionista con il club francese.
Nel campionato successivo, pur essendo molto giovane, ha avuto un ruolo molto importante in squadra. Nonostante la pressione creata dal soprannome di "nuovo Zidane", ha contribuito al raggiungimento della promozione in Ligue 1 con la maglia del Grenoble, con 26 partite e 3 reti. Il suo primo gol ufficiale è arrivato proprio contro la squadra con cui aveva debuttato, lo Stade Reims, in una vittoria per 4-3.

#### Valencia, Almería e West Ham Utd

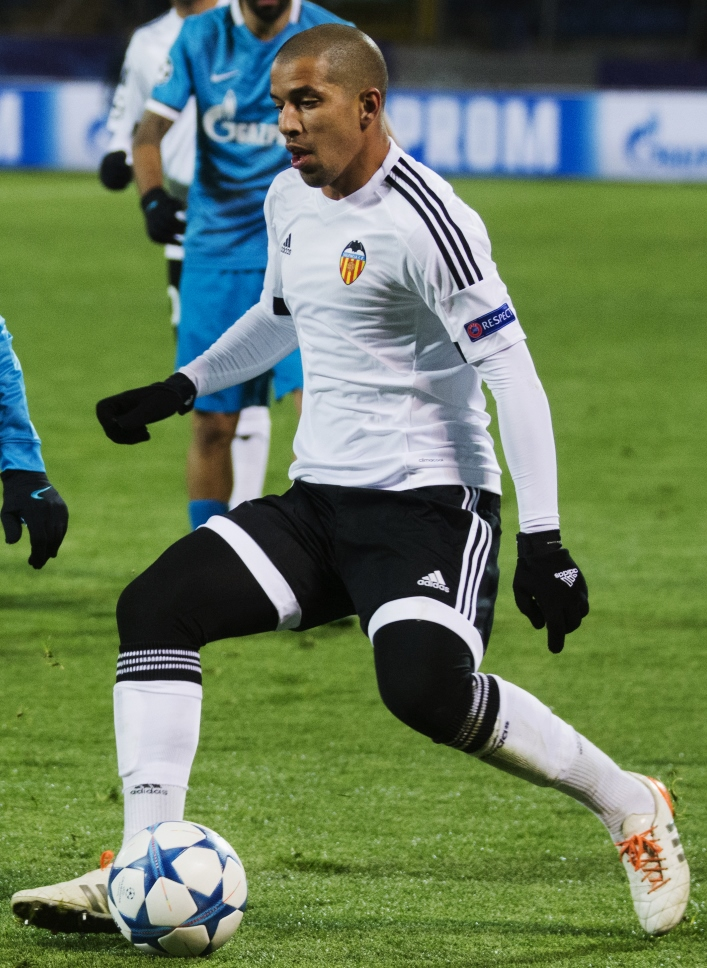
Feghouli in azione con la maglia del nel 2015.

Il 20 maggio 2010 viene acquistato dal Valencia ma, dopo solo 5 presenze e 1 gol in Copa del Rey, il 30 gennaio 2011 si trasferisce in prestito fino a fine stagione all'Almería, dove totalizza 10 presenze e segna 2 reti, compreso il suo primo gol in Liga il 28 febbraio 2011 contro il Malaga.

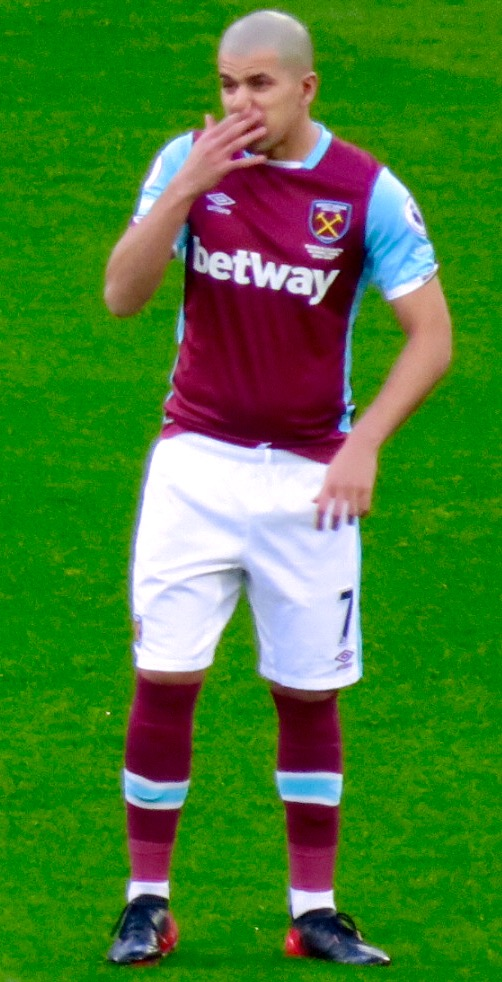
Feghouli con la maglia del nel 2017.

Tornato a Valencia, segna i suoi primi due gol in campionato con i pipistrelli il 29 ottobre 2011 contro il Getafe. Qui si afferma definitivamente nel panorama calcistico mondiale ottenendo 146 presenze in totale nella Primera Divisiòn e 20 gol, e segnando anche 6 reti in Champions League e 4 in Europa League, prima di essere messo fuori rosa per motivi disciplinari anche a causa del suo mancato rinnovo contrattuale.
Il 14 giugno 2016 si accasa al West Ham Utd. Segna il primo gol con la maglia degli Hammers contro il Crystal Palace.

#### Galatasaray
Dopo una sola stagione con gli inglesi, il 14 agosto 2017 firma un quinquennale con il Galatasaray, che lo paga 4,25 milioni di euro (il contratto del giocatore è invece di 3,85 milioni a stagione più bonus).

#### Fatih Karagümrük e Amanat Baghdad
Il 30 novembre 2022, dopo essere rimasto svincolato, si accasa al Fatih Karagümrük, con il contratto valido dal 12 gennaio 2023, all'apertura del calciomercato invernale.
Dopo una stagione da svincolato, il 5 agosto 2025 firma per il Amanat Baghdad, club iracheno della Iraq Stars League.

### Nazionale
Feghouli ha potuto scegliere per quale nazionale giocare tra Algeria e Francia. Fino al 2011 ha dato la preferenza ai Bleus, scendendo in campo per diverse rappresentative giovanili francesi. Il 12 novembre 2008, il commissario tecnico della nazionale maggiore francese, Raymond Domenech, lo ha inserito nella pre-lista per l'amichevole contro l'Uruguay.
Con la Francia under 21 ha debuttato il 9 settembre 2008, contro i pari età della Bosnia ed Erzegovina, sostituendo Anthony Mounier. Ha giocato un'altra partita il 19 novembre, contro la Danimarca.
Il 23 ottobre 2011 la federazione algerina ha annunciato che la FIFA ha ufficialmente accettato la richiesta del giocatore di passare sotto il controllo della federazione algerina invece di quella francese. Due giorni dopo è dunque stato convocato per la partita in programma che vedeva sfidarsi Algeria e Cambogia. È stato convocato per la Coppa delle nazioni africane 2013.
È stato fra i convocati del Campionato mondiale di calcio 2014. Il 17 giugno 2014 realizza una rete contro il Belgio, portando così l'Algeria nuovamente in gol in un mondiale dopo 28 anni.
È fra i convocati anche della Coppa d'Africa 2015 e Coppa d'Africa 2019.

## Statistiche

### Presenze e reti nei club
Statistiche aggiornate al 4 maggio 2024.
| Stagione                | Squadra                 | Campionato              | Campionato | Campionato | Coppe nazionali | Coppe nazionali | Coppe nazionali | Coppe continentali | Coppe continentali | Coppe continentali | Altre coppe | Altre coppe | Altre coppe | Totale | Totale |
| Stagione                | Squadra                 | Comp                    | Pres       | Reti       | Comp            | Pres            | Reti            | Comp               | Pres               | Reti               | Comp        | Pres        | Reti        | Pres   | Reti   |
| ----------------------- | ----------------------- | ----------------------- | ---------- | ---------- | --------------- | --------------- | --------------- | ------------------ | ------------------ | ------------------ | ----------- | ----------- | ----------- | ------ | ------ |
| 2006-2007               | Grenoble                | L2                      | 3          | 0          | -               | -               | -               | -                  | -                  | -                  | -           | -           | -           | 3      | 0      |
| 2007-2008               | Grenoble                | L2                      | 26         | 3          | CF+CdL          | 1+0             | 0               | -                  | -                  | -                  | -           | -           | -           | 27     | 3      |
| 2008-2009               | Grenoble                | L2                      | 26         | 0          | CF+CdL          | 2+0             | 0               | -                  | -                  | -                  | -           | -           | -           | 28     | 0      |
| 2009-2010               | Grenoble                | L1                      | 5          | 0          | CF+CdL          | 0+1             | 0               | -                  | -                  | -                  | -           | -           | -           | 6      | 0      |
| Totale Grenoble         | Totale Grenoble         | Totale Grenoble         | 60         | 3          |                 | 4               | 0               |                    | -                  | -                  |             | -           | -           | 64     | 3      |
| 2010-gen. 2011          | Valencia                | PD                      | 3          | 0          | CR              | 1               | 1               | UCL                | 1                  | 0                  | -           | -           | -           | 5      | 1      |
| gen.-giu. 2011          | Almería                 | PD                      | 9          | 2          | CR              | 1               | 0               | -                  | -                  | -                  | -           | -           | -           | 10     | 2      |
| 2011-2012               | Valencia                | PD                      | 30         | 6          | CR              | 6               | 0               | UCL+UEL            | 6+7                | 0                  | -           | -           | -           | 49     | 6      |
| 2012-2013               | Valencia                | PD                      | 27         | 3          | CR              | 2               | 0               | UCL                | 8                  | 3                  | -           | -           | -           | 37     | 6      |
| 2013-2014               | Valencia                | PD                      | 32         | 4          | CR              | 3               | 0               | UEL                | 10                 | 3                  | -           | -           | -           | 45     | 7      |
| 2014-2015               | Valencia                | PD                      | 33         | 6          | CR              | 0               | 0               | -                  | -                  | -                  | -           | -           | -           | 33     | 6      |
| 2015-2016               | Valencia                | PD                      | 21         | 1          | CR              | 2               | 0               | UCL+UEL            | 7+3                | 3+1                | -           | -           | -           | 33     | 5      |
| Totale Valencia         | Totale Valencia         | Totale Valencia         | 146        | 20         |                 | 14              | 1               |                    | 42                 | 10                 |             | -           | -           | 202    | 31     |
| 2016-2017               | West Ham Utd            | PL                      | 21         | 3          | FACup+CdL       | 1+3             | 0               | UEL                | 2                  | 1                  | -           | -           | -           | 27     | 4      |
| 2017-2018               | Galatasaray             | SL                      | 27         | 6          | CT              | 4               | 1               | UEL                | 0                  | 0                  | -           | -           | -           | 31     | 7      |
| 2018-2019               | Galatasaray             | SL                      | 29         | 9          | TK              | 5               | 3               | UCL+UEL            | 3+2                | 1+0                | ST          | 1           | 0           | 40     | 13     |
| 2019-2020               | Galatasaray             | SL                      | 27         | 6          | TK              | 3               | 1               | UCL                | 5                  | 0                  | ST          | 1           | 0           | 36     | 7      |
| 2020-2021               | Galatasaray             | SL                      | 22         | 2          | TK              | 0               | 0               | UEL                | 3                  | 0                  | -           | -           | -           | 25     | 2      |
| 2021-2022               | Galatasaray             | SL                      | 21         | 2          | TK              | 0               | 0               | UCL+UEL            | 1+8                | 0+3                | -           | -           | -           | 30     | 5      |
| Totale Galatasaray      | Totale Galatasaray      | Totale Galatasaray      | 126        | 25         |                 | 12              | 5               |                    | 22                 | 4                  |             | 2           | 0           | 162    | 34     |
| gen.-giu. 2023          | Fatih Karagümrük        | SL                      | 9          | 0          | TK              | 0               | 0               | -                  | -                  | -                  | -           | -           | -           | 9      | 0      |
| 2023-2024               | Fatih Karagümrük        | SL                      | 25         | 2          | TK              | 2               | 0               | -                  | -                  | -                  | -           | -           | -           | 27     | 2      |
| Totale Fatih Karagümrük | Totale Fatih Karagümrük | Totale Fatih Karagümrük | 34         | 2          |                 | 2               | 0               |                    | -                  | -                  |             | -           | -           | 36     | 2      |
| Totale carriera         | Totale carriera         | Totale carriera         | 396        | 55         |                 | 37              | 6               |                    | 66                 | 15                 |             | 2           | 0           | 501    | 76     |

### Cronologia presenze e reti in nazionale

#### Algeria
| Cronologia completa delle presenze e delle reti in nazionale ― Algeria | Cronologia completa delle presenze e delle reti in nazionale ― Algeria | Cronologia completa delle presenze e delle reti in nazionale ― Algeria | Cronologia completa delle presenze e delle reti in nazionale ― Algeria | Cronologia completa delle presenze e delle reti in nazionale ― Algeria | Cronologia completa delle presenze e delle reti in nazionale ― Algeria | Cronologia completa delle presenze e delle reti in nazionale ― Algeria | Cronologia completa delle presenze e delle reti in nazionale ― Algeria |
| Data                                                                   | Città                                                                  | In casa                                                                | Risultato                                                              | Ospiti                                                                 | Competizione                                                           | Reti                                                                   | Note                                                                   |
| ---------------------------------------------------------------------- | ---------------------------------------------------------------------- | ---------------------------------------------------------------------- | ---------------------------------------------------------------------- | ---------------------------------------------------------------------- | ---------------------------------------------------------------------- | ---------------------------------------------------------------------- | ---------------------------------------------------------------------- |
| 29-2-2012                                                              | Bakau                                                                  | Gambia                                                                 | 1 – 2                                                                  | Algeria                                                                | Qual. Coppa d'Africa 2013                                              | 1                                                                      |                                                                        |
| 26-5-2012                                                              | Blida                                                                  | Algeria                                                                | 3 – 0                                                                  | Niger                                                                  | Amichevole                                                             | -                                                                      | 46’                                                                    |
| 2-6-2012                                                               | Blida                                                                  | Algeria                                                                | 4 – 0                                                                  | Ruanda                                                                 | Qual. Mondiali 2014                                                    | 1                                                                      | 78’                                                                    |
| 10-6-2012                                                              | Ouagadougou                                                            | Mali                                                                   | 2 – 1                                                                  | Algeria                                                                | Qual. Mondiali 2014                                                    | -                                                                      | 88’                                                                    |
| 15-6-2012                                                              | Blida                                                                  | Algeria                                                                | 4 – 1                                                                  | Gambia                                                                 | Qual. Coppa d'Africa 2013                                              | -                                                                      | 78’                                                                    |
| 9-9-2012                                                               | Casablanca                                                             | Libia                                                                  | 0 – 1                                                                  | Algeria                                                                | Qual. Coppa d'Africa 2013                                              | -                                                                      |                                                                        |
| 14-10-2012                                                             | Blida                                                                  | Algeria                                                                | 2 – 0                                                                  | Libia                                                                  | Qual. Coppa d'Africa 2013                                              | -                                                                      |                                                                        |
| 14-11-2012                                                             | Algeri                                                                 | Algeria                                                                | 0 – 1                                                                  | Bosnia ed Erzegovina                                                   | Amichevole                                                             | -                                                                      | 46’                                                                    |
| 12-1-2013                                                              | Johannesburg                                                           | Sudafrica                                                              | 0 – 0                                                                  | Algeria                                                                | Amichevole                                                             | -                                                                      | 80’                                                                    |
| 22-1-2013                                                              | Rustenburg                                                             | Tunisia                                                                | 1 – 0                                                                  | Algeria                                                                | Coppa d'Africa 2013 - 1º turno                                         | -                                                                      |                                                                        |
| 26-1-2013                                                              | Rustenburg                                                             | Algeria                                                                | 0 – 2                                                                  | Togo                                                                   | Coppa d'Africa 2013 - 1º turno                                         | -                                                                      |                                                                        |
| 30-1-2013                                                              | Rustenburg                                                             | Algeria                                                                | 2 – 2                                                                  | Costa d'Avorio                                                         | Coppa d'Africa 2013 - 1º turno                                         | 1                                                                      | 62’                                                                    |
| 26-3-2013                                                              | Blida                                                                  | Algeria                                                                | 3 – 1                                                                  | Benin                                                                  | Qual. Mondiali 2014                                                    | 1                                                                      |                                                                        |
| 9-6-2013                                                               | Porto-Novo                                                             | Benin                                                                  | 1 – 3                                                                  | Algeria                                                                | Qual. Mondiali 2014                                                    | -                                                                      | 86’                                                                    |
| 16-6-2013                                                              | Kigali                                                                 | Ruanda                                                                 | 0 – 1                                                                  | Algeria                                                                | Qual. Mondiali 2014                                                    | -                                                                      | 64’ 85’                                                                |
| 12-10-2013                                                             | Ouagadougou                                                            | Burkina Faso                                                           | 3 – 2                                                                  | Algeria                                                                | Qual. Mondiali 2014                                                    | 1                                                                      | 90+2’                                                                  |
| 19-11-2013                                                             | Blida                                                                  | Algeria                                                                | 1 – 0                                                                  | Burkina Faso                                                           | Qual. Mondiali 2014                                                    | -                                                                      | 90+2’                                                                  |
| 31-5-2014                                                              | Sion                                                                   | Algeria                                                                | 3 – 1                                                                  | Armenia                                                                | Amichevole                                                             | -                                                                      | 71’                                                                    |
| 4-6-2014                                                               | Lancy                                                                  | Algeria                                                                | 2 – 1                                                                  | Romania                                                                | Amichevole                                                             | -                                                                      | 84’                                                                    |
| 17-6-2014                                                              | Belo Horizonte                                                         | Belgio                                                                 | 2 – 1                                                                  | Algeria                                                                | Mondiali 2014 - 1º turno                                               | 1                                                                      |                                                                        |
| 22-6-2014                                                              | Porto Alegre                                                           | Corea del Sud                                                          | 2 – 4                                                                  | Algeria                                                                | Mondiali 2014 - 1º turno                                               | -                                                                      |                                                                        |
| 26-6-2014                                                              | Curitiba                                                               | Algeria                                                                | 1 – 1                                                                  | Russia                                                                 | Mondiali 2014 - 1º turno                                               | -                                                                      |                                                                        |
| 30-6-2014                                                              | Porto Alegre                                                           | Germania                                                               | 2 – 1                                                                  | Algeria                                                                | Mondiali 2014 - Ottavi di finale                                       | -                                                                      |                                                                        |
| 6-9-2014                                                               | Addis Abeba                                                            | Etiopia                                                                | 1 – 2                                                                  | Algeria                                                                | Qual. Coppa d'Africa 2015                                              | -                                                                      |                                                                        |
| 10-9-2014                                                              | Blida                                                                  | Algeria                                                                | 1 – 0                                                                  | Mali                                                                   | Qual. Coppa d'Africa 2015                                              | -                                                                      |                                                                        |
| 11-10-2014                                                             | Blantyre                                                               | Malawi                                                                 | 0 – 2                                                                  | Algeria                                                                | Qual. Coppa d'Africa 2015                                              | -                                                                      |                                                                        |
| 15-10-2014                                                             | Blida                                                                  | Algeria                                                                | 3 – 0                                                                  | Malawi                                                                 | Qual. Coppa d'Africa 2015                                              | -                                                                      |                                                                        |
| 15-11-2014                                                             | Blida                                                                  | Algeria                                                                | 3 – 1                                                                  | Etiopia                                                                | Qual. Coppa d'Africa 2015                                              | 1                                                                      |                                                                        |
| 19-11-2014                                                             | Bamako                                                                 | Mali                                                                   | 2 – 0                                                                  | Algeria                                                                | Qual. Coppa d'Africa 2015                                              | -                                                                      |                                                                        |
| 11-1-2015                                                              | Radès                                                                  | Tunisia                                                                | 1 – 1                                                                  | Algeria                                                                | Amichevole                                                             | -                                                                      | 66’                                                                    |
| 19-1-2015                                                              | Mongomo                                                                | Algeria                                                                | 3 – 1                                                                  | Sudafrica                                                              | Coppa d'Africa 2015 - 1º turno                                         | -                                                                      |                                                                        |
| 23-1-2015                                                              | Mongomo                                                                | Ghana                                                                  | 1 – 0                                                                  | Algeria                                                                | Coppa d'Africa 2015 - 1º turno                                         | -                                                                      |                                                                        |
| 27-1-2015                                                              | Malabo                                                                 | Senegal                                                                | 0 – 2                                                                  | Algeria                                                                | Coppa d'Africa 2015 - 1º turno                                         | -                                                                      |                                                                        |
| 1-2-2015                                                               | Malabo                                                                 | Costa d'Avorio                                                         | 3 – 1                                                                  | Algeria                                                                | Coppa d'Africa 2015 - Quarti di finale                                 | -                                                                      |                                                                        |
| 30-3-2015                                                              | Doha                                                                   | Oman                                                                   | 1 – 4                                                                  | Algeria                                                                | Amichevole                                                             | 2                                                                      | 83’                                                                    |
| 9-10-2015                                                              | Algeri                                                                 | Algeria                                                                | 1 – 2                                                                  | Guinea                                                                 | Amichevole                                                             | -                                                                      | Cap.                                                                   |
| 13-10-2015                                                             | Algeri                                                                 | Algeria                                                                | 1 – 0                                                                  | Senegal                                                                | Amichevole                                                             | -                                                                      | Cap. 70’                                                               |
| 25-3-2016                                                              | Blida                                                                  | Algeria                                                                | 7 – 1                                                                  | Etiopia                                                                | Qual. Coppa d'Africa 2017                                              | 2                                                                      | 66’                                                                    |
| 29-3-2016                                                              | Addis Abeba                                                            | Etiopia                                                                | 3 – 3                                                                  | Algeria                                                                | Qual. Coppa d'Africa 2017                                              | -                                                                      | 76’                                                                    |
| 2-6-2016                                                               | Victoria                                                               | Seychelles                                                             | 0 – 2                                                                  | Algeria                                                                | Qual. Coppa d'Africa 2017                                              | -                                                                      | 72’                                                                    |
| 9-10-2016                                                              | Blida                                                                  | Algeria                                                                | 1 – 1                                                                  | Camerun                                                                | Qual. Mondiali 2018                                                    | -                                                                      | 88’                                                                    |
| 12-11-2016                                                             | Uyo                                                                    | Nigeria                                                                | 3 – 1                                                                  | Algeria                                                                | Qual. Mondiali 2018                                                    | -                                                                      | 80’                                                                    |
| 6-6-2017                                                               | Blida                                                                  | Algeria                                                                | 2 – 1                                                                  | Guinea                                                                 | Amichevole                                                             | -                                                                      | 72’                                                                    |
| 11-6-2017                                                              | Blida                                                                  | Algeria                                                                | 1 – 0                                                                  | Togo                                                                   | Qual. Coppa d'Africa 2019                                              | -                                                                      | 46’ 50’ 80’                                                            |
| 7-10-2017                                                              | Yaoundé                                                                | Camerun                                                                | 2 – 0                                                                  | Algeria                                                                | Qual. Mondiali 2018                                                    | -                                                                      | 75’                                                                    |
| 8-9-2018                                                               | Bakau                                                                  | Gambia                                                                 | 1 – 1                                                                  | Algeria                                                                | Qual. Coppa d'Africa 2019                                              | -                                                                      | 71’                                                                    |
| 12-10-2018                                                             | Blida                                                                  | Algeria                                                                | 2 – 0                                                                  | Benin                                                                  | Qual. Coppa d'Africa 2019                                              | -                                                                      | 74’                                                                    |
| 16-10-2018                                                             | Cotonou                                                                | Benin                                                                  | 1 – 0                                                                  | Algeria                                                                | Qual. Coppa d'Africa 2019                                              | -                                                                      | Cap.                                                                   |
| 16-11-2018                                                             | Lomé                                                                   | Togo                                                                   | 1 – 4                                                                  | Algeria                                                                | Qual. Coppa d'Africa 2019                                              | -                                                                      | cap.                                                                   |
| 26-3-2019                                                              | Blida                                                                  | Algeria                                                                | 1 – 0                                                                  | Tunisia                                                                | Amichevole                                                             | -                                                                      | 90+5’                                                                  |
| 11-6-2019                                                              | Doha                                                                   | Algeria                                                                | 1 – 1                                                                  | Burundi                                                                | Amichevole                                                             | -                                                                      |                                                                        |
| 16-6-2019                                                              | Doha                                                                   | Algeria                                                                | 3 – 2                                                                  | Mali                                                                   | Amichevole                                                             | -                                                                      |                                                                        |
| 23-6-2019                                                              | Il Cairo                                                               | Algeria                                                                | 2 – 0                                                                  | Kenya                                                                  | Coppa d'Africa 2019 - 1º turno                                         | -                                                                      |                                                                        |
| 27-6-2019                                                              | Il Cairo                                                               | Senegal                                                                | 0 – 1                                                                  | Algeria                                                                | Coppa d'Africa 2019 - 1º turno                                         | -                                                                      |                                                                        |
| 7-7-2019                                                               | Il Cairo                                                               | Algeria                                                                | 3 – 0                                                                  | Guinea                                                                 | Coppa d'Africa 2019 - Ottavi di finale                                 | -                                                                      |                                                                        |
| 11-7-2019                                                              | Suez                                                                   | Costa d'Avorio                                                         | 1 – 1 dts (3 – 4 dtr)                                                  | Algeria                                                                | Coppa d'Africa 2019 - Quarti di finale                                 | 1                                                                      | 120+2’                                                                 |
| 14-7-2019                                                              | Il Cairo                                                               | Algeria                                                                | 2 – 1                                                                  | Nigeria                                                                | Coppa d'Africa 2019 - Semifinale                                       | -                                                                      | 68’                                                                    |
| 19-7-2019                                                              | Il Cairo                                                               | Senegal                                                                | 0 – 1                                                                  | Algeria                                                                | Coppa d'Africa 2019 - Finale                                           | -                                                                      | 85’                                                                    |
| 9-9-2019                                                               | Blida                                                                  | Algeria                                                                | 1 – 0                                                                  | Benin                                                                  | Amichevole                                                             | -                                                                      |                                                                        |
| 15-10-2019                                                             | Lilla                                                                  | Algeria                                                                | 3 – 0                                                                  | Colombia                                                               | Amichevole                                                             | -                                                                      |                                                                        |
| 14-11-2019                                                             | Blida                                                                  | Algeria                                                                | 5 – 0                                                                  | Zambia                                                                 | Qual. Coppa d'Africa 2021                                              | -                                                                      | 71’                                                                    |
| 18-11-2019                                                             | Gaborone                                                               | Botswana                                                               | 0 – 1                                                                  | Algeria                                                                | Qual. Coppa d'Africa 2021                                              | -                                                                      | cap.                                                                   |
| 13-10-2020                                                             | L'Aia                                                                  | Algeria                                                                | 2 – 2                                                                  | Messico                                                                | Amichevole                                                             | -                                                                      | 90’                                                                    |
| 12-11-2020                                                             | Algeri                                                                 | Algeria                                                                | 3 – 1                                                                  | Zimbabwe                                                               | Qual. Coppa d'Africa 2021                                              | 1                                                                      | 75’                                                                    |
| 17-11-2020                                                             | Harare                                                                 | Zimbabwe                                                               | 2 – 2                                                                  | Algeria                                                                | Qual. Coppa d'Africa 2021                                              | -                                                                      | 68’                                                                    |
| 29-3-2021                                                              | Blida                                                                  | Algeria                                                                | 5 – 0                                                                  | Botswana                                                               | Qual. Coppa d'Africa 2021                                              | 1                                                                      | 44’                                                                    |
| 3-6-2021                                                               | Blida                                                                  | Algeria                                                                | 4 – 1                                                                  | Mauritania                                                             | Amichevole                                                             | 2                                                                      |                                                                        |
| 11-6-2021                                                              | Radès                                                                  | Tunisia                                                                | 0 – 2                                                                  | Algeria                                                                | Amichevole                                                             | -                                                                      | 90’                                                                    |
| 7-9-2021                                                               | Marrakech                                                              | Burkina Faso                                                           | 1 – 1                                                                  | Algeria                                                                | Qual. Mondiali 2022                                                    | 1                                                                      | 59’                                                                    |
| 8-10-2021                                                              | Blida                                                                  | Algeria                                                                | 6 – 1                                                                  | Niger                                                                  | Qual. Mondiali 2022                                                    | -                                                                      | 78’                                                                    |
| 12-10-2021                                                             | Niamey                                                                 | Niger                                                                  | 0 – 4                                                                  | Algeria                                                                | Qual. Mondiali 2022                                                    | -                                                                      | 46’                                                                    |
| 12-11-2021                                                             | Il Cairo                                                               | Gibuti                                                                 | 0 – 4                                                                  | Algeria                                                                | Qual. Mondiali 2022                                                    | 1                                                                      | cap.                                                                   |
| 16-11-2021                                                             | Blida                                                                  | Algeria                                                                | 2 – 2                                                                  | Burkina Faso                                                           | Qual. Mondiali 2022                                                    | 1                                                                      | 46’                                                                    |
| 11-1-2022                                                              | Douala                                                                 | Algeria                                                                | 0 – 0                                                                  | Sierra Leone                                                           | Coppa d'Africa 2021 - 1º turno                                         | -                                                                      | 64’                                                                    |
| 16-1-2022                                                              | Douala                                                                 | Algeria                                                                | 0 – 1                                                                  | Guinea Equatoriale                                                     | Coppa d'Africa 2021 - 1º turno                                         | -                                                                      | 64’                                                                    |
| 25-3-2022                                                              | Douala                                                                 | Camerun                                                                | 0 – 1                                                                  | Algeria                                                                | Qual. Mondiali 2022                                                    | -                                                                      | 76’                                                                    |
| 12-9-2023                                                              | Dakar                                                                  | Senegal                                                                | 0 – 1                                                                  | Algeria                                                                | Amichevole                                                             | -                                                                      | 73’                                                                    |
| 12-10-2023                                                             | Costantina                                                             | Algeria                                                                | 5 – 1                                                                  | Capo Verde                                                             | Amichevole                                                             | -                                                                      | 67’                                                                    |
| 16-10-2023                                                             | al-ʿAyn                                                                | Egitto                                                                 | 1 – 1                                                                  | Algeria                                                                | Amichevole                                                             | -                                                                      | 67’                                                                    |
| 19-11-2023                                                             | Maputo                                                                 | Mozambico                                                              | 0 – 2                                                                  | Algeria                                                                | Qual. Mondiali 2026                                                    | -                                                                      | 74’                                                                    |
| 5-1-2024                                                               | Lomé                                                                   | Togo                                                                   | 0 – 3                                                                  | Algeria                                                                | Amichevole                                                             | -                                                                      | 68’                                                                    |
| 9-1-2024                                                               | Lomé                                                                   | Burundi                                                                | 0 – 4                                                                  | Algeria                                                                | Amichevole                                                             | -                                                                      | 72’                                                                    |
| 20-1-2024                                                              | Bouaké                                                                 | Algeria                                                                | 2 – 2                                                                  | Burkina Faso                                                           | Coppa d'Africa 2023 - 1º turno                                         | -                                                                      | 46’                                                                    |
| Totale                                                                 |                                                                        | Presenze (8º posto)                                                    | 83                                                                     |                                                                        | Reti (10º posto)                                                       | 19                                                                     |                                                                        |

#### Francia Under-21
| Cronologia completa delle presenze e delle reti in nazionale ― Francia under 21 | Cronologia completa delle presenze e delle reti in nazionale ― Francia under 21 | Cronologia completa delle presenze e delle reti in nazionale ― Francia under 21 | Cronologia completa delle presenze e delle reti in nazionale ― Francia under 21 | Cronologia completa delle presenze e delle reti in nazionale ― Francia under 21 | Cronologia completa delle presenze e delle reti in nazionale ― Francia under 21 | Cronologia completa delle presenze e delle reti in nazionale ― Francia under 21 | Cronologia completa delle presenze e delle reti in nazionale ― Francia under 21 |
| Data                                                                            | Città                                                                           | In casa                                                                         | Risultato                                                                       | Ospiti                                                                          | Competizione                                                                    | Reti                                                                            | Note                                                                            |
| ------------------------------------------------------------------------------- | ------------------------------------------------------------------------------- | ------------------------------------------------------------------------------- | ------------------------------------------------------------------------------- | ------------------------------------------------------------------------------- | ------------------------------------------------------------------------------- | ------------------------------------------------------------------------------- | ------------------------------------------------------------------------------- |
| 9-9-2008                                                                        | Sarajevo                                                                        | Bosnia ed Erzegovina under 21                                                   | 0 – 1                                                                           | Francia under 21                                                                | Qual. Europeo Under-21 2009                                                     | -                                                                               | 76’                                                                             |
| 19-11-2008                                                                      | Aalborg                                                                         | Danimarca under 21                                                              | 0 – 1                                                                           | Francia under 21                                                                | Amichevole                                                                      | -                                                                               | 68’                                                                             |
| 11-2-2009                                                                       | Susa                                                                            | Tunisia under 21                                                                | 1 – 1                                                                           | Francia under 21                                                                | Amichevole                                                                      | -                                                                               | 46’                                                                             |
| Totale                                                                          |                                                                                 | Presenze                                                                        | 3                                                                               |                                                                                 | Reti                                                                            | 0                                                                               |                                                                                 |

## Palmarès

### Club
- Campionato turco: 2

Galatasaray: 2017-2018, 2018-2019
- Coppa di Turchia: 1

Galatasaray: 2018-2019
- Supercoppa di Turchia: 1

Galatasaray: 2019

### Nazionale
- Coppa d'Africa: 1

Egitto 2019